# エアレー

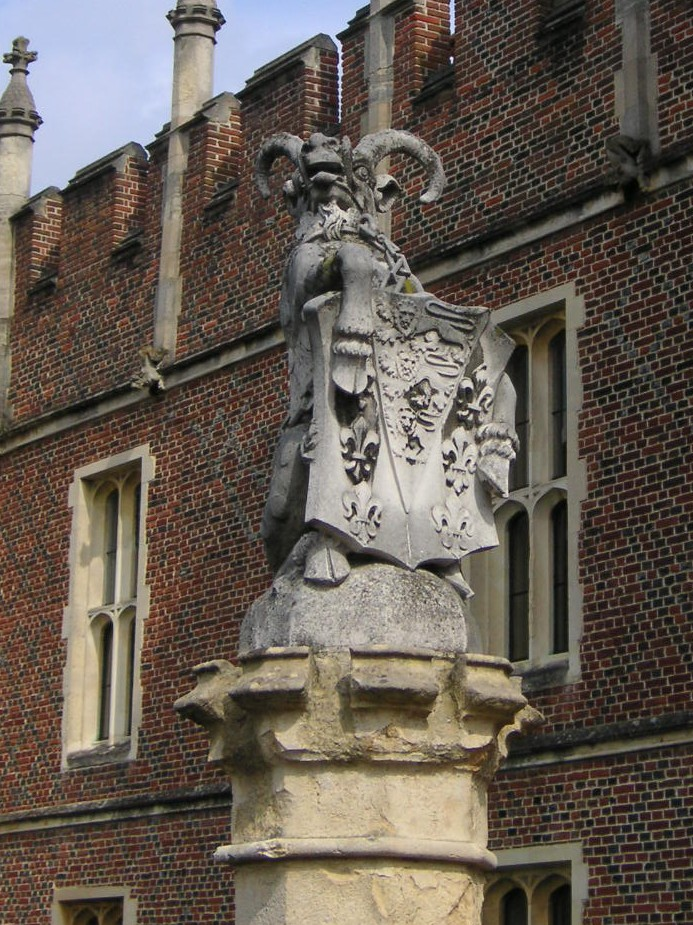
ボーフォート家のエアレー。ハンプトン・コート宮殿。

エアレー（英語：Yale, ラテン語：Eale, フランス語：Centicore）は、エチオピアに生息すると言われたヨーロッパの伝説に登場する、牡ウシに似た想像上の生き物である。

## 概要
エアリー（Yali）、ジャル（Jall）とも呼ばれ、フランス語ではセンティコア（Centicore）と呼ばれる。イノシシの牙と、どの角度にも向きを変えられる2本の非常に長い角を持っている。

### 語源
エアレーの名前の由来はヘブライ語の「ヤ・エル」（ya-el, 「山のヤギ」）から来ていると言われる。他にも自由に動かせる角からギリシア語の「エアレン」（εαλην, 「押し返すこと」）から来たとも言われる。ジャル（Jall）は最初の j が中世の i の形で読まれ、ドイツ語の y のように発音されたことから来ていると言われる。

### 形態と生態

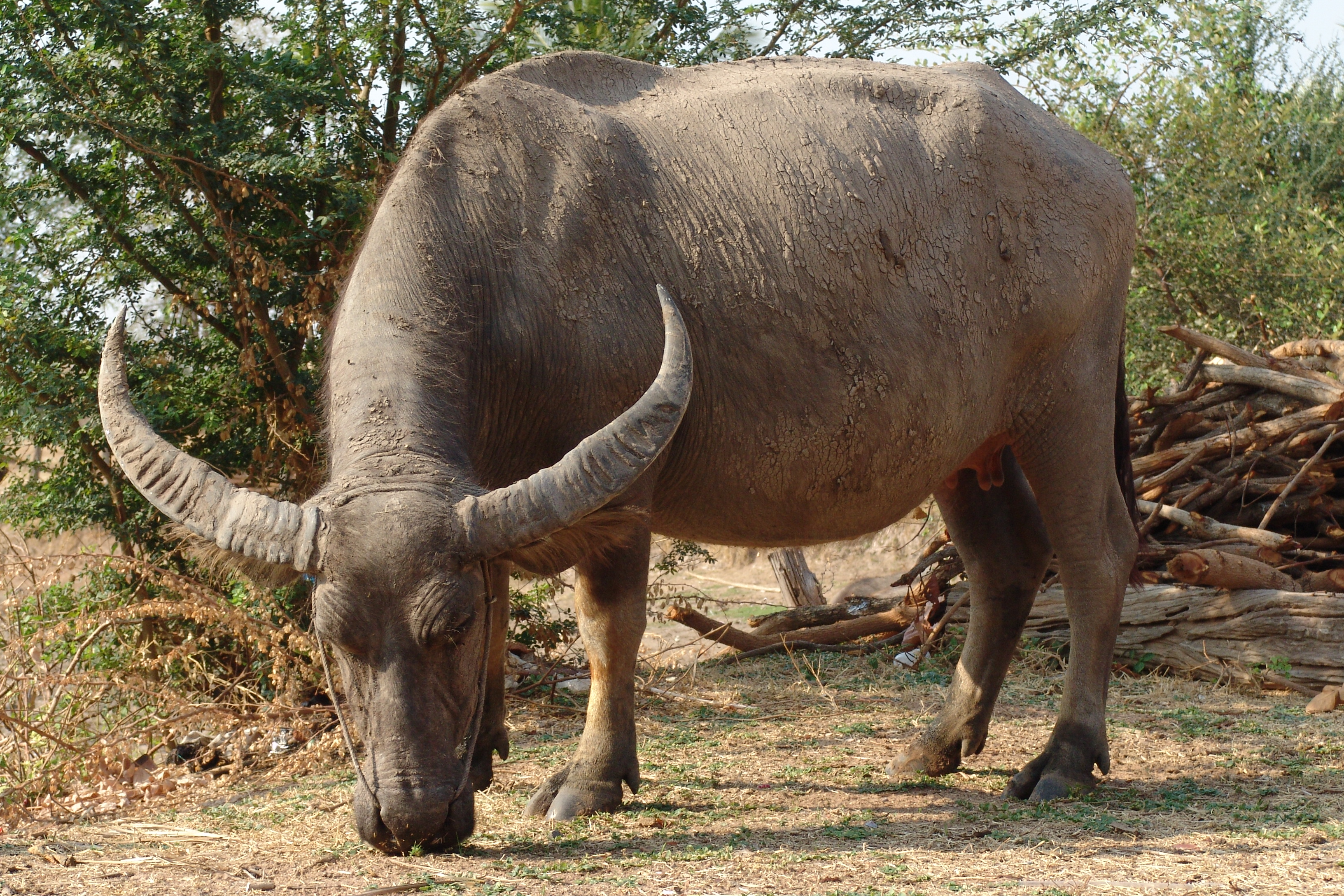
スイギュウ。

エアレーは様々な姿で描かれるが、主な形態は黒あるいは黄褐色のアンテロープまたはヤギのような体で、大きさはウマあるいはカバぐらい。多彩色の斑点を持ち、イノシシあるいはゾウの尾と大きな牙を持つ。そして、どの角度にも自由に動かせる二本の非常に長い角を持っている。戦いの時は、片方の角を前に伸ばして戦い、もう片方の角は後ろに向けておくという。それで、戦っている方の角が傷付くと、もう片方の角と入れ替えるという。中世ヨーロッパの動物寓意譚によるとバジリスクはエアレーの敵で、眠っているエアレーを見つけると目を刺し、張り裂けるまで膨らませるという。
エアレーの形態はインドのスイギュウから来ていると言われる。インドのスイギュウは脅えると角を代わる代わる前に動かすことが出来るとされていたからである。

## 歴史
エアレーについて最初に述べているのは、ローマの博物学者、政治家のプリニウス（22 / 23 – 79）であった。彼の著作『博物誌』（Naturalis historia, 77年）第8巻第30（21）章第73節には、次のように記されている。

エチオピアには、エアレーと呼ばれる野獣がいると聞く。それはカバぐらいの大きさで、ゾウの尾を持ち、毛色は黒あるいは黄褐色である。さらにイノシシの顎を持ち、1 キュビット（約 44.46 センチメートル）以上の長さの動かすことの出来る角を持ち、戦いの時に交互に使うことが出来、必要に応じて真っ直ぐにしたり、斜めにしたりして向きを変えられる。--プリニウス　『博物誌』第8巻第30（21）章第73節

プリニウスのこの記述はヌーを連想させるが、彼はこの後の第32（21）章第77節の中で、カトブレパスという動物を紹介している。
ローマの著述家、文法家のガイウス・ユリウス・ソリヌス（3世紀）が地誌上の珍奇な事物や事柄を記述した著作『奇異なる事物の集成』（Collectanea rerum memorabilium, 250年頃）第52章第35節にも、エアレーについて書かれている。

エアレーは、ゾウの尾を持ち、毛色は黒く、イノシシの顎を持ち、その他はウマのようである。1 キュビット（約 44.46 センチメートル）以上の長さの角を持ち、その角は意のままに回すことが出来る。というのもその角は固定されていないが、意のままに動かせるので、戦う時に回して使う。戦う際には、一方の角を突き出して戦い、もう一方の角は折りたたんでいる。そのため、一方の角の先端が傷付くと、もう一方の角と交代する。エアレーはカバに似ており、実際、川の水を浴びることを好む。--ソリヌス　『奇異なる事物の集成』第52章第35節

エアレーはのちに中世ヨーロッパの動物寓意譚（ベスティアリ, Bestiary, 12世紀）に数多く書かれ、そこには、このソリヌスの記述が引用されている。

## 紋章獣としてのエアレー

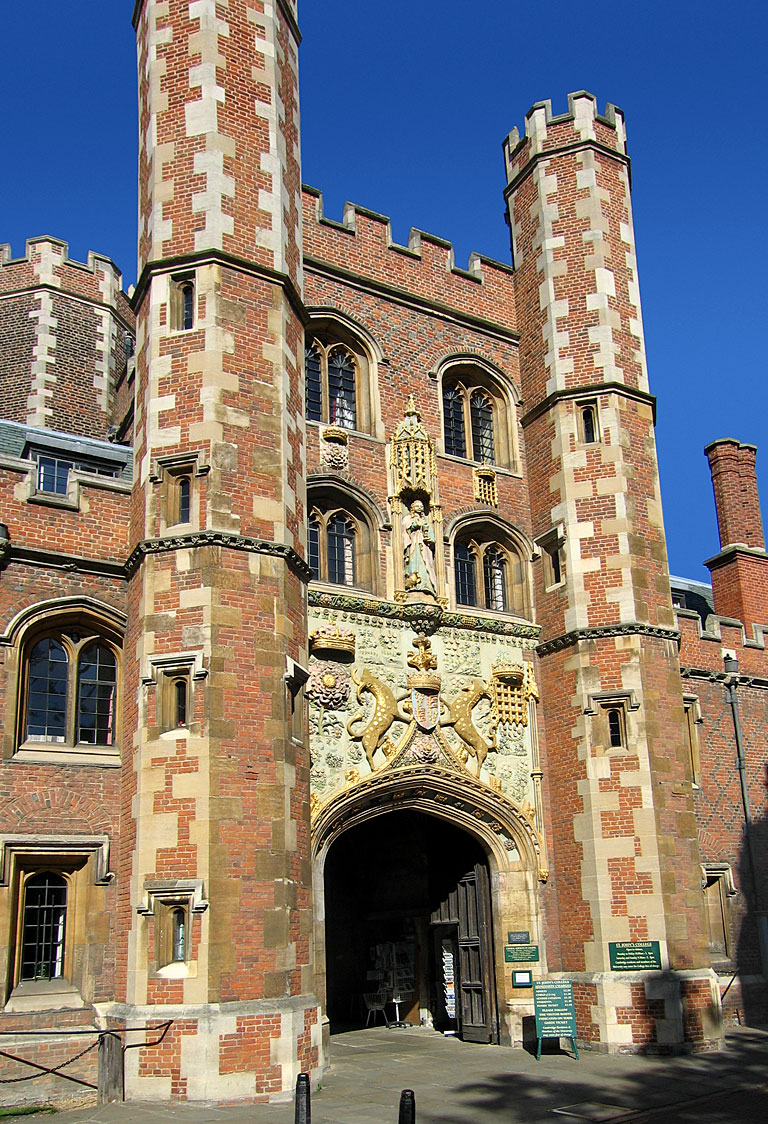
ケンブリッジのセント・ジョンズ・カレッジの入り口の上にはヘンリー7世（1457 – 1509）の母、マーガレット・ボーフォート（1443 – 1509）の紋章が刻まれており、二頭のエアレーがサポーターに用いられている。

エアレーはヨーロッパ中世の紋章獣として用いられた。紋章学において、エアレーはイノシシの牙、二本の長い角、ライオンあるいはヤギの尾を持つ、ウマよりはむしろアンテロープに似た動物で描かれた。時には、ヤギの尾を持つずんぐりした動物で描かれる。ウィンザーの聖ジョージズ教会の屋根のエアレーはライオンの後肢を持っている。
エアレーを最初に紋章に用いたのは、ヘンリー4世（1367 – 1413）の三男、ベッドフォード公ジョン・オブ・ランカスター（1389 – 1435）である。エアレーは彼の紋章のサポーターの一つに用いられ、イングランド王室の動物の一つになった。それは非常に長く、細い角を持つきゃしゃで美しい動物として描かれた。
その後ボーフォート家の人々がエアレーをサポーターに用いたが、外見は重苦しいヤギのような姿となり、角は真っ直ぐではなく曲がった、のこぎり状のものになった。
ケンブリッジのクライスツ・カレッジとセント・ジョンズ・カレッジの入り口の上にはヘンリー7世（1457 – 1509）の母マーガレット・ボーフォート（1443 – 1509）の紋章が刻まれており、2頭のエアレーがサポーターに用いられている。